# アソーク駅
アソーク駅（アソークえき、タイ語:สถานีอโศก）は、タイ王国バンコク都ワッタナー区とクローントゥーイ区の境界線上にある、バンコク・スカイトレイン（BTS）スクムウィット線の駅。駅番号は「E4」。地下鉄（MRT）ブルーラインのスクムウィット駅（スクンビット駅）との連絡通路がある。
なお、タイ国有鉄道東本線にもマッカサン - クローンタン間（バンコク・メトロペッチャブリー駅付近）に同名の駅が存在するが、当駅とは所在地も異なる全く別個の駅である。

## 歴史
- 1999年12月5日 - スクムウィット線1期区間として、駅が開業。

## 駅構造

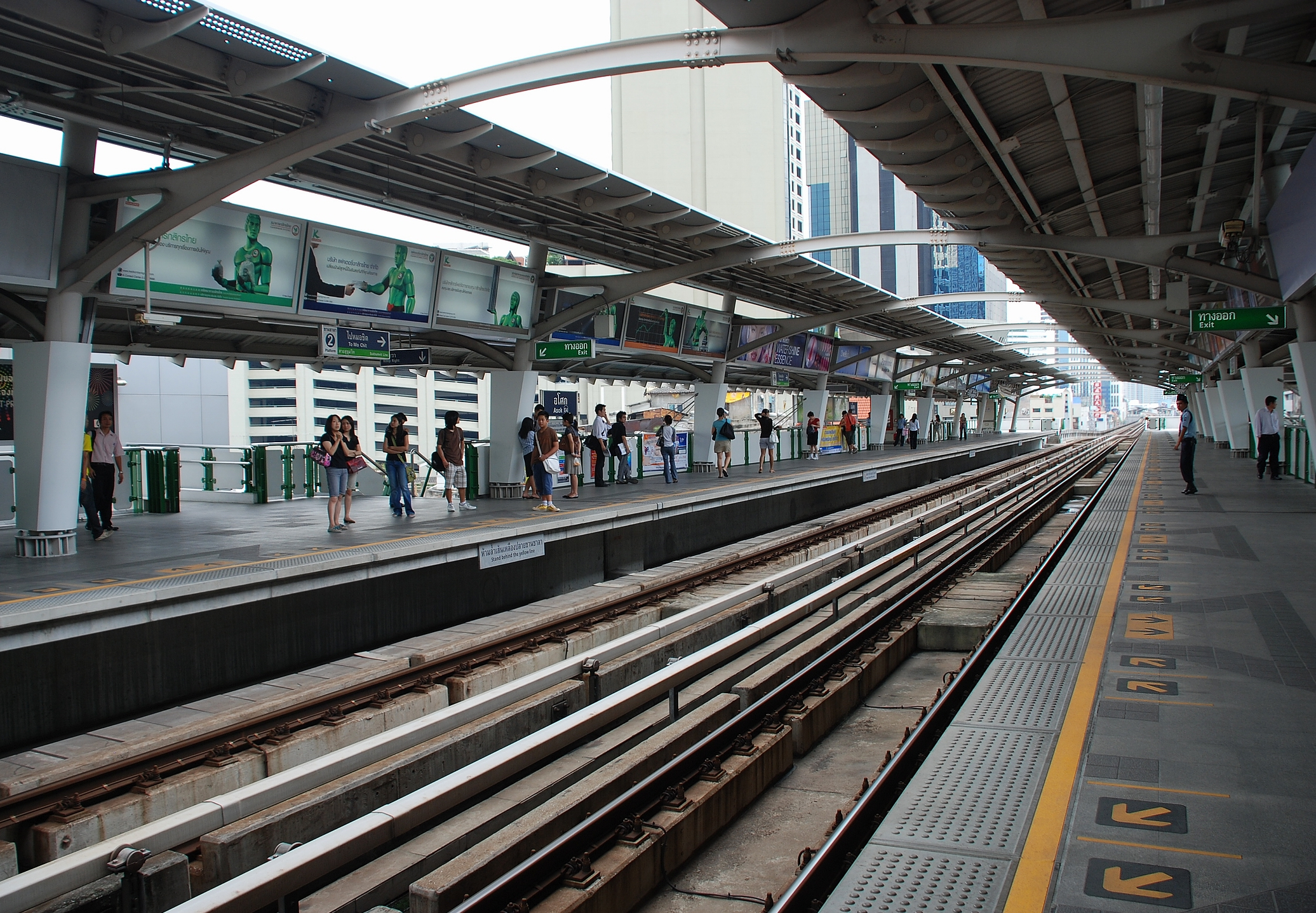
ホーム

スクムウィット通りの直上にある高架駅。U2階がコンコース・改札階、U3階がホーム階である。ホームは幅20メートル、長さ150メートルの相対式2面2線を有する。2014年より可動式ホーム柵（ホームドア）の使用を開始した。
2008年6月にアソーク通りをまたぐように歩道橋ができ、エクスチェンジ・タワーも駅に直結した。

### のりば
| 番線 | 路線              | 行先                                 |
| ---- | ----------------- | ------------------------------------ |
| 1    | ■スクムウィット線 | エカマイ・サムロン・ケーハ方面       |
| 2    | ■スクムウィット線 | サイアム・パヤータイ・クーコット方面 |

## 駅周辺

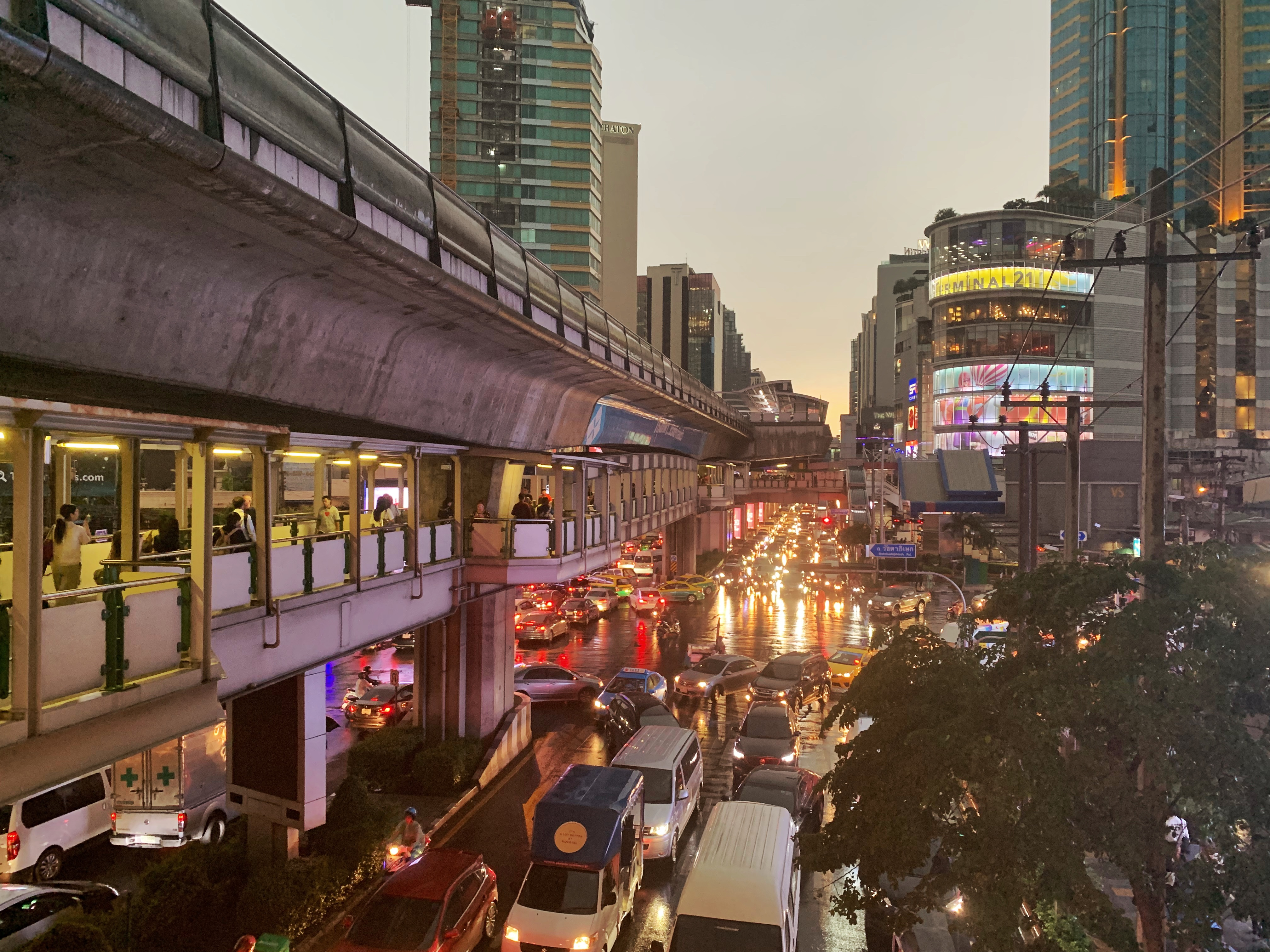
駅周辺の街並み

駅周辺は観光地及び住宅地になっており、観光客向けのホテルや富裕層・外国人駐在員向けのマンションなどが林立している。また、ここは交通量の多いスクムウィット通りとアソークモントリ通りの交差点（アソークモントリ交差点）になっており終日渋滞している。ただ以上の理由から交通の便がよく、地下鉄も乗り入れているため観光の拠点として優れている。
またナーナー駅との間に韓国人街がある。

### アソーク通り
- カムティエン夫人の家
- アソークタワー
- ラジャパークビル
- アソークプレイス（ビル名）
- Q-House（ビル名）
- グラミービル
- BBビル
  - トロピカル・ウェーブ・リクルート
- オーシャンタワーⅡ
  - インドラマ・ポリマー本社
- ミレニアム
- エジプト大使館
- キアットナーキン銀行
- ウェスティン・グランデ・スクンビット・ホテル
- ペンチャキット公園（タイ語版、英語版）
- CTIタワー
- ソイ・カウボーイ
- 王立サイアム協会（タイ語版、英語版）
- ワタナーウィッタヤライ小学校（タイ語版、英語版）
- GMMグラミー

#### サーミットタワー
- 1F
  - ワトソンズ
  - JFシアター
- 2･22F
  - NEC
- 8F
  - 東洋エンジニアリング
- 10F
  - 国際交流基金バンコク日本文化センター
  - ジャパン・ファンデーションズ・アート・スペース (Japan Foundation Art Space)
  - 日本学術振興会(JSPS)バンコク研究連絡センター

#### エクスチェンジ・タワー (Exchange Tower)
- 1F
  - スターバックス
  - セブンイレブン
- 22･23F
  - 富士通
- 27F
  - イオン
- 37F
  - トランスコスモス・タイランド（旧 Mitsiam Teleseivice）

#### インターチェンジ・タワー(Interchange Tower)
- シティ・バンク
- カシコーン銀行
- パーソナル・コンサルタント(Personnel consultant)

#### シノタイ・タワー
- 7F
  - スクンビット・タイ語学校
- 14F
  - ジオス
- 16F
  - NCリクルートメント

### スクンビット通り
- ソイ12
  - スクンビットプラザ（朝鮮料理店が多い）
- ソイ12と14の間
  - シェラトン・グランデ・スクンビット

#### タイムズ・スクエア (Times Square)
- 1F
  - Watson
- 2F
  - ベルリッツ（語学学校）
- 3F
  - J･Globe
  - K2 Tailors
  - N.I.C.ネイルサロン
  - ワラン（語学学校）
- 14F
  - タイ・ランゲージ・ステーション （TLS）タイ語学校
- ソイ19
  - ロビンソンデパート（タイ語版、英語版）
- B1F
  - トップス・マーケット
- 1F
  - マクドナルド
  - ウェスティン・グランデ・スクンビット・ホテル
  - シティー・ロッジ(City Lodge)
- ソイ23

#### ジャスミン・タワー
- ジャスミン・エグゼクティブ・スイート（ホテル）
- Little Italy（レストラン）
- サブウェイ

- インド大使館
- シーナカリン・ウィロート大学
- ソイ25
  - アルゼンチン大使館
  - ペルー大使館

## 路線バス
駅直下のスクムウィット通りと、それと交差するアソーク通りには、各社路線バスが運行されている。

### 路線バス番号
2 23 25 ปอ25 38 40 45 46 48 71 72 76 98 115 116 126 501 507 508 511 513

## 隣の駅
バンコク・スカイトレイン
■スクムウィット線
ナーナー駅 (E3) - アソーク駅 (E4) - プロームポン駅 (E5)